# ハローバイバイ・関暁夫の都市伝説 信じるか信じないかはあなた次第
『ハローバイバイ・関暁夫の都市伝説 信じるか信じないかはあなた次第』（ハローバイバイ・せきあきおのとしでんせつ しんじるかしんじないかはあなたしだい）は、お笑い芸人ハローバイバイの関暁夫の著書。都市伝説をネタとしている。2006年11月に『ハローバイバイ・関暁夫の都市伝説 信じるか信じないかはあなた次第』として竹書房から刊行され、以降続刊も発売されている。

## 書籍情報
シリーズ累計販売数は200万部を超えている（2012年8月時点）。
1. ハローバイバイ・関暁夫の都市伝説 信じるか信じないかはあなた次第 2006年11月 ISBN 978-4812429488
2. ハローバイバイ・関暁夫の都市伝説2 受け継がれし語られる者たちへ 2008年7月2日 ISBN 978-4812434284
3. S・セキルバーグ関暁夫の都市伝説3 幸せを呼ぶピンクの四葉のクローバー 2010年10月29日 ISBN 978-4812443378
4. Mr.都市伝説 関暁夫の都市伝説4 2013年新時代の扉がいま開かれる 2012年8月1日 ISBN 978-4812490457
5. Mr.都市伝説・関暁夫の都市伝説5 メディア洗脳から覚めたみなさんへ 2014年12月12日 ISBN 978-4812488201
6. Mr.都市伝説・関暁夫の都市伝説6 2018年最後の審判が下される! 2016年8月1日 ISBN 978-4801907997

### コミック版
前述のシリーズを原作としたコミック版も販売されている。
- ハローバイバイ・関暁夫の都市伝説 ALL書き下ろしコミックス 
  1. 2007年1月12日　ISBN 978-4812463802
  2. 2008年8月29日 ISBN 978-4812466964
  3. 2009年3月27日 ISBN 978-4812469385
  4. 2009年7月31日 ISBN 978-4812469590
  5. 2009年12月11日 ISBN 978-4812469774
  6. 2010年4月30日 ISBN 978-4812473016
- Mr.都市伝説関暁夫の都市伝説 新時代突入SP バンブー・コミックス 2012年12月21日 ISBN 978-4812478677
- ハローバイバイ関暁夫のコミック都市伝説 画:野田正規 ヨシモトブックス 2008年3月26日 ISBN 978-4847036255 コミックヨシモトに連載されていた。

## 評価
『トンデモ本の世界Ｘ』（と学会）において山本弘は『ハローバイバイ・関暁夫の都市伝説 信じるか信じないかはあなた次第』に掲載されている内容について「世界各地の大地震は地震兵器による攻撃だという話」という記載内容を例に挙げ、被災者救援のためのチャリティーがフリーメイソンの資金源になっていると匂わせている悪質なデマがあり、これが元で募金額が減り、失われる命が発生することを懸念し、批判を行っている。